# Московський академічний музичний театр імені Станіславського і Немировича-Данченка
Московський академічний музичний театр імені К. С. Станіславського і В. І. Немировича-Данченка — музичний театр у Москві. Створений 1941 року в результаті об'єднання двох оперних труп — створених в «Большому театрі» Станіславським та Немировичем-Данченком — у МХАТі. Після смерті Станіславського (1938) Немирович-Данченко об'єднав всі трупи й очолив театр, що незабаром одержав свою сучасну назву.
У жовтні-грудні 1941 р. театр був єдиним у Москві, що не зупиняв свою роботу, хоча ряд спектаклів було зупинено через повітряну тривогу. Ряд артистів театру пізніше були нагороджені орденами «За оборону Москви». В 1964 театру надано звання академічного, в 1969 він нагороджений Орденом Трудового Червоного Прапора.
У 1961—1965 роках диригентом був Геннадій Проваторов.
Театр розміщено у будівлі колишньої міської садиби графів Салтикових. Двічі — у 1989 та 2005 роках — будівля постраждала від пожежі.
Чинний хужодній керівник театру — радянський і російський хореограф і балетмейстер, народний артист СРСР (1976) Лавровський Михайло Леонідович.